# Richtlinie 2009/48/EG
Die Richtlinie 2009/48/EG des Europäischen Parlaments und des Rates vom 18. Juni 2009 über die Sicherheit von Spielzeug ist eine europäische Richtlinie, die Sicherheitsanforderungen für Spielzeug festlegt, das in der Europäischen Union (EU) bereitgestellt wird. Durch diese Anforderungen soll ein hohes Maß an Gesundheit und Sicherheit gewährleistet, die Öffentlichkeit geschützt und der freie Warenverkehr von Spielzeug in der EU ermöglicht werden. Durch die Richtlinie werden die besonderen Verantwortlichkeiten der Wirtschaftsakteure in der Lieferkette – vom Hersteller bis zum Einführer/Einzelhändler/Händler – festgelegt. Sie ersetzt die zuvor in der Europäischen Union gültige Richtlinie 88/378/EWG des Rates vom 3. Mai 1988 zur Angleichung der Rechtsvorschriften der Mitgliedstaaten über die Sicherheit von Spielzeug.

## Inhalt
Als Spielzeug gelten im Sinne dieser Verordnung Produkte, die ausschließlich oder teilweise dazu bestimmt oder gestaltet sind, von Kindern unter 14 Jahren zum Spielen verwendet zu werden. Hersteller, die innerhalb der EU produzieren, sowie Importeure von Spielzeug außerhalb der EU, haben die Pflicht sicherzustellen, dass diese u. a. mit den festgelegten Sicherheitsanforderungen in Anhang II bezgl. physikalisch-mechanischer Eigenschaften, der Endzündbarkeit oder chemischer Eigenschaften – wie das Verbot von CMR-Stoffen oder allergener Duftstoffe – übereinstimmen. Händler haben die geltenden Sicherheitsanforderungen mit einer gebührenden Sorgfaltspflicht zu berücksichtigen. Damit ein Spielzeug in der EU verkauft werden darf, muss es ein CE-Zeichen tragen und es muss eine entsprechende EU-Konformitätserklärung beigelegt werden. Für die Überwachung des Marktes sind die nationalen Behörden verantwortlich. Diese Richtlinie gilt u. a. nicht für Spielplatzgeräte oder Spielautomaten zur öffentlichen Nutzung, Spielzeugfahrzeuge mit Verbrennungsmotor, Spielzeugdampfmaschinen oder Schleudern und Steinschleudern.

## Umsetzung in nationales Recht
Als Europäische Richtlinie ist diese Richtlinie im Bereich der EWG gültig, muss aber in nationales Recht übertragen werden. In Deutschland wurde dies durch die Verordnung über die Sicherheit von Spielzeug (2. GPSGV) und die Erste Verordnung zur Änderung der Verordnung über die Sicherheit von Spielzeug umgesetzt. In Österreich erfolgte die Umsetzung durch die Spielzeugverordnung 2011 sowie die Verordnung des Bundesministers für Wirtschaft, Familie und Jugend, mit der die Spielzeugkennzeichnungsverordnung geändert wird.
Die schweizerische Verordnung des EDI über die Sicherheit von Spielzeug bezieht sich auf die Richtlinie 2009/48/EG.

## Anpassungen
Die Richtlinie wurde mehrfach aktualisiert, um sichere Grenzwerte für in Spielzeug verwendete Chemikalien festzulegen. Dies gilt insbesondere im Hinblick auf Kinder unter drei Jahren und für Spielzeug, das dazu bestimmt ist, in den Mund genommen zu werden. Änderungen betrafen die Beschränkung der Verwendung von weiteren Stoffen, wie Aluminium, Anilin, Barium, Bisphenol A, Blei, Cadmium, Chrom VI, allergenen Duftstoffe, Formaldehyd, Formamid, Isothiazolinone (Benzisothiazolinon, Chlormethylisothiazolinon, Methylisothiazolinon) Phenol, TCEP, TCPP und TDCP.